# راس کتس
راس کتس (انگلیسی: Ross Katz؛ زادهٔ ۱۹ مهٔ ۱۹۷۱) تهیه‌کننده فیلم، کارگردان فیلم و فیلم‌نامه‌نویس اهل ایالات متحده آمریکا است.
از فیلم‌های او می‌توان به ترفند اشاره کرد.
وی همچنین برندهٔ جوایزی همچون جایزه انجمن کارگردانان آمریکا شده‌است.